# آردمر (اکلاهما)
آردمر(به انگلیسی: Ardmore) شهری در ایالت اکلاهما کشور ایالات متحده آمریکا است که جمعیت آن در سرشماری سال ۲۰۱۰ میلادی، ۲۴٬۲۸۳ نفر بوده‌است.